# Wolfsheim (banda)
Wolfsheim é um duo alemão de synth-pop formada em 1987 na cidade de Hamburgo.

## Discografia
Demos
- 1988: Ken Manage
- 1989: Any but pretty

Álbuns
- 1992: No Happy View
- 1993: Popkiller
- 1995: 55578
- 1996: Dreaming Apes
- 1997: Hamburg Rom Wolfsheim
- 1999: Spectators
- 2003: Casting Shadows'

Singles
- 1991: "The Sparrows And the Nightingales"
- 1992: "It's Not Too Late"
- 1992: "Thunderheart"
- 1993: "Now I Fall"
- 1994: "Elias"
- 1995: "Closer Still"
- 1996: "A New Starsystem Has Been Explored"
- 1998: "Once In a Lifetime"
- 1998: "It's Hurting For the First Time"
- 1999: "Künstliche Welten"
- 2003: "Kein Zurück"
- 2003: "Find You're Here"
- 2004: "Blind"